# Mineral Springs (Arkansas)
Mineral Springs é uma cidade localizada no estado americano de Arkansas, no Condado de Howard.

## Demografia
Segundo o censo americano de 2000, a sua população era de 1264 habitantes.
Em 2006, foi estimada uma população de 1293, um aumento de 29 (2.3%).

## Geografia
De acordo com o United States Census Bureau, a localidade tem uma área de 6,0 km², sem área coberta por água.

## Localidades na vizinhança
O diagrama seguinte representa as localidades num raio de 32 km ao redor de Mineral Springs.